# Altamira (kommun i Mexiko, Tamaulipas, lat 22,53, long -98,07)
Altamira är en kommun i Mexiko.   Den ligger i delstaten Tamaulipas, i den östra delen av landet, 400 km norr om huvudstaden Mexico City.
Följande samhällen finns i Altamira:
- Altamira
- Cuauhtémoc
- Carrillo Puerto
- Esteros
- Nuevo Cereso Regional de Altamira
- La Pedrera
- Unidos Avanzamos
- Mariano Matamoros
- Santa Amalia
- El Repecho
- Diana Laura Riojas de Colosio
- Santa Juana
- El Contadero
- San Antonio
- Las Tres B
- San Pedro Casa Hogar
- Torno Largo
- Providencia y Naranjos
- Miramar